# Andersonia macronema
Andersonia macronema är en ljungväxtart som beskrevs av Ferdinand von Mueller. Andersonia macronema ingår i släktet Andersonia och familjen ljungväxter. Inga underarter finns listade i Catalogue of Life.